# Лілієнфельдське абатство
Лілієнфе́льдське абатство (нім. Stift Lilienfeld, лат. Abbatia B. M. V. de Campililio) — католицький монастир у австрійському селищі Лілієнфельд (федеральна земля Нижня Австрія), на південь від міста Санкт-Пельтен. Абатство належить ордену цистерціанців.

## Історія

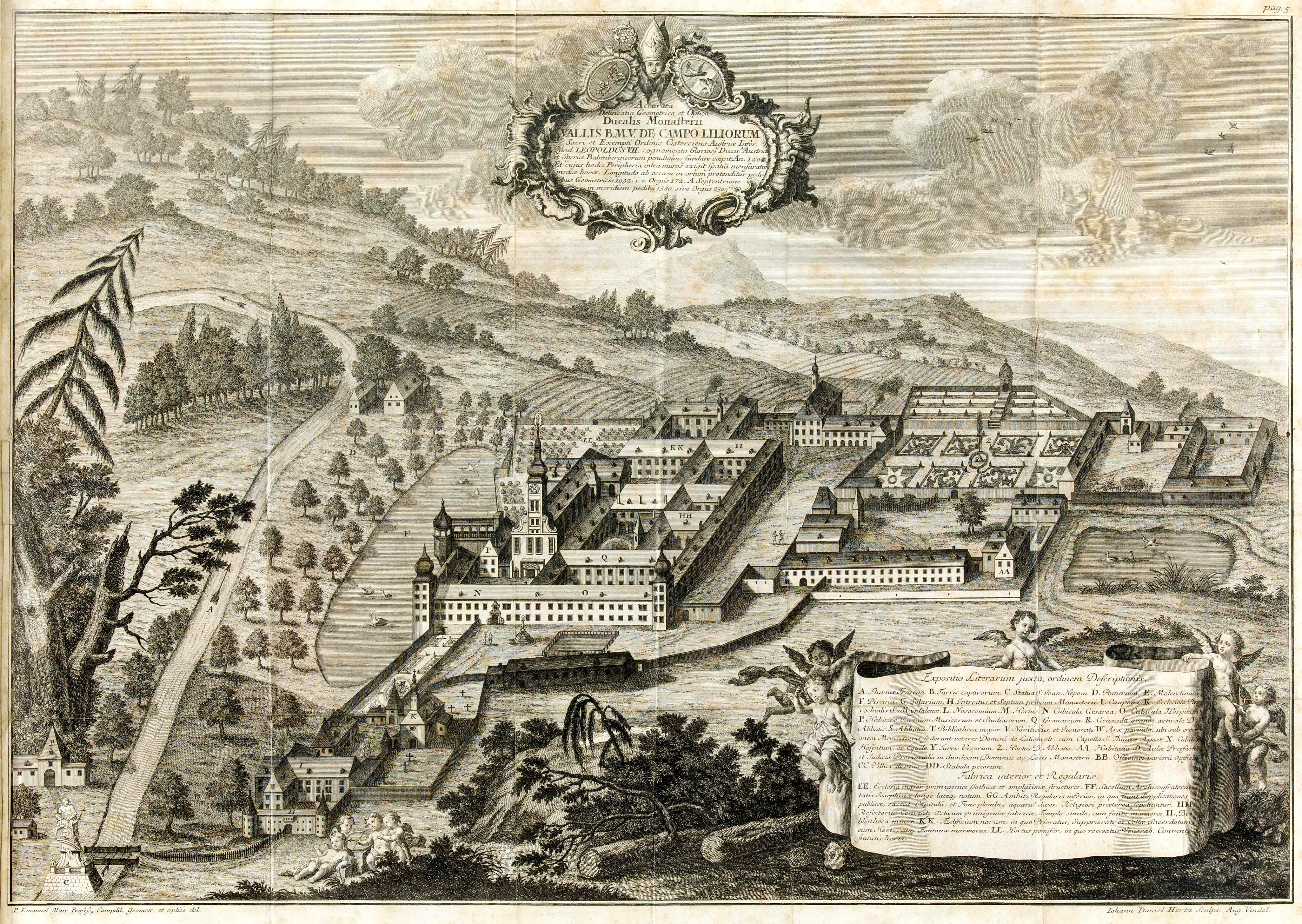
Вид на цистерціанське абатство у Ліліенфельді. 1747

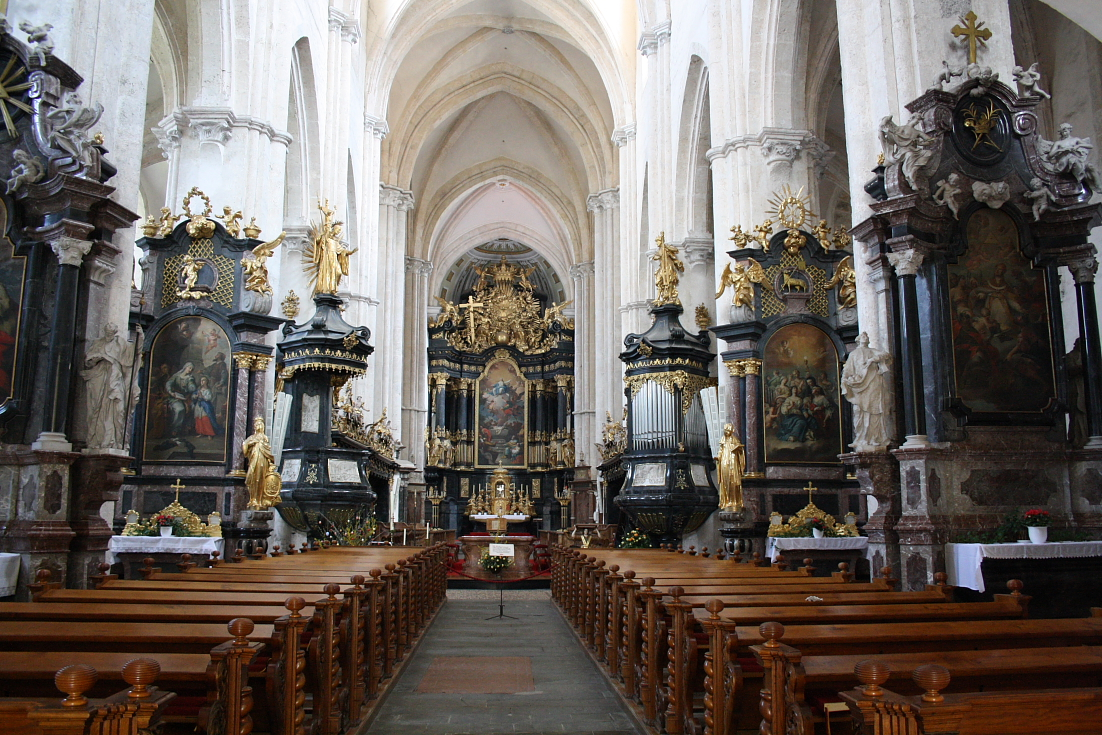
Інтер'єр церкви

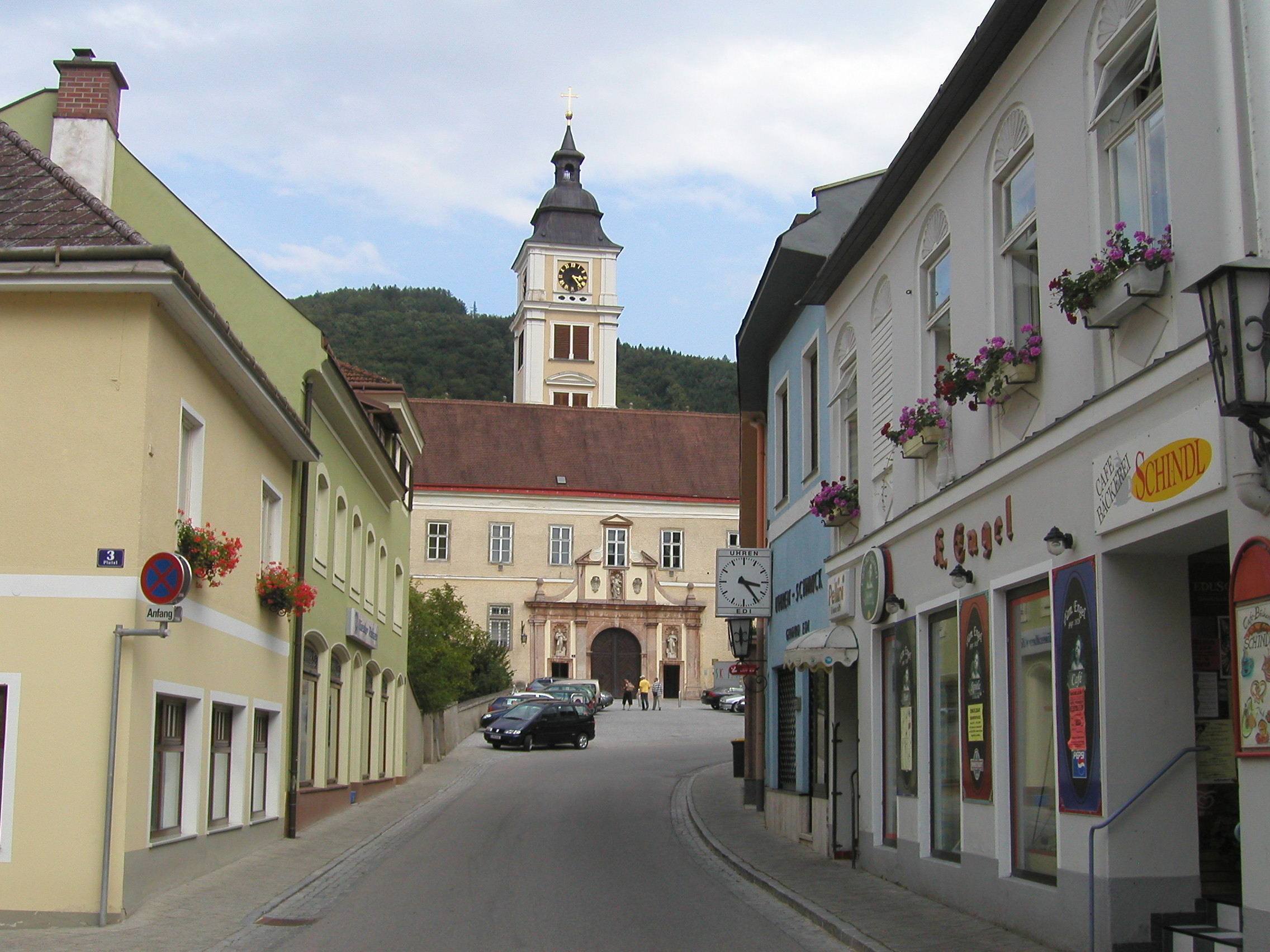
Головний вхід до монастиря

Абатство було засновано у 1202 році Леопольдом VI, герцогом Австрії та Штирії, як дочірній монастир абатства Гайлігенкройц. У монастирській церкві Леопольда VI було поховано після смерті. Абатство розташовано на традиційному маршруті паломництва з Відню до Маріацлю, історично слугувало паломникам одним з місць притулку. Абати Лілієнфельда часто служили радниками правителів Австрії, що сприяло розвиткові монастиря. У XIV столітті абатство було відомо, як місце виготовлення численних багато прикрашених рукописів.
Абат Коллвайс (1650—1695) перетворив монастир на фортецю під час австрійсько-турецьких війн. Під час облоги Відня турецькою армією  у 1683 році він розмістив у монастирі гарнізон та надав притулок великій кількості біженців із зайнятих турками земель.
У XVII столітті середньовічні будівлі було перебудовано з додаванням барочних елементів, у першій половині XVIII століття в стилі бароко перебудовано дзвіницю й бібліотеку, переоформлено інтер'єр монастирської церкви.
У 1789 році імператор Йосиф II закрив абатство, але по смерті імператора його було відновлено. 1810 року більша частина монастиря була зруйнована під час пожежі, відновлення проводилось під енергійним керівництвом абата Ласло (Ладислауса) Піркера, який став у подальшому видатним церковним діячем та поетом.
1976 року папа Павло VI дарував церкві абатства почесний статус малої базиліки.

## Наш час
Лілієнфельд — чинний монастир. Братія налічує 28 ченців. Вони також обслуговують 19 церковних приходів поблизу монастиря. Частина монастиря відкрита для відвідувачів.
З початку 80-х років XX століття Лілієнфельдське абатство служить місцем проведення «Літньої академії Лілієнфельда» (Sommerakademie Lilienfeld), музичної академії з майстер-класами відомих педагогів.